# Manville (Wyoming)
Manville – miasto w Stanach Zjednoczonych, w stanie Wyoming, w hrabstwie Niobrara.